# 双河水库 (随州)
双河水库是中国湖北省随州市境内的一座水库，位于淮河上游游河缺子沟上，建于1966年。水库正常库容为1138万立方米，集雨面积为10.3平方千米，海拔为157.8米。